# Johann Ludwig Urban Blesson
Johann Ludwig Urban Blesson, Rufname: Ludwig, (* 27. Mai 1790 in Berlin; † 20. Januar 1861 ebenda) war ein preußischer Militärschriftsteller und Ingenieuroffizier.

## Leben
Johann Ludwig Blesson war Sohn eines Küchenmeisters Friedrichs des Großen und studierte Bergbau. Er machte schon früh durch die Entwicklung einer neuen Frisch-Methode für Eisen auf sich aufmerksam. Im Zuge der Befreiungskriege 1813 trat er als Freiwilliger in das Pionierkorps ein. Dort wurde er auf persönlichen Wunsch Gerhard von Scharnhorsts Offizier im preußischen Ingenieurkorps und arbeitete an der Weiterentwicklung der Eisenmunition. Nach dem Friedensschluss kam er als Hauptmann an die Kriegsschule in Berlin, um als Lehrer für Ingenieurwissenschaften tätig zu werden. Er veröffentlichte viel.
1822 begleitete er den Chef des Ingenieurkorps und Generalinspekteur der preußischen Festungen, den Generalleutnant Gustav von Rauch, auf Reisen nach Russland. Blesson erfuhr dort die Auszeichnung, als Mitglied in die „Russische Naturforschende Gesellschaft zu Moskau“ aufgenommen zu werden. Ebenso wurde er korrespondierendes Mitglied des Kaiserlich Russischen Wissenschaftlichen Militärkomitees. Und als Ehrenmitglied nahm ihn 1823 die Gesellschaft Naturforschender Freunde zu Berlin auf.
Seine Art, die Dinge anzusprechen, machte ihm viele Feinde. Als er nach Stralsund versetzt werden sollte – in seinen Augen eine Degradierung, nahm er 1829 als Major seinen Abschied. 1830 begann Blesson mit den Vorarbeiten für die Schaffung der Preußische Rentenversicherungsanstalt, die 1838 gegründet wurde und deren Direktor er bis zu seinem Tod blieb. Er arbeitete auch an der Bewässerung von Berlin mit.
1848 war er eine Zeitlang Kommandant der Berliner Bürgerwehr, legte aber nach dem Sturm auf das Zeughaus sein Amt nieder.
Er gab zahlreiche Schriften heraus, von denen viele als epochemachend gelten. Lange Jahre war er Herausgeber der Militärlitteratur-Zeitung und der Zeitschrift für Kunst, Wissenschaft und Geschichte des Krieges sowie der Handbibliothek für Officiere. In Berlin war er Mitglied der Freimaurerloge „Zum Pilgrim“.
Johann Ludwig Blesson starb 1861 im Alter von 70 Jahren in Berlin und wurde auf dem St.-Hedwig-Friedhof an der Liesenstraße beigesetzt. Das Grabmal ist nicht erhalten.

## Familie
Im Januar 1815 heiratete Johann Ludwig Blesson Karoline Constance Verona (1793–1819), die Tochter des Dekorationsmalers Bartolomeo Verona und dessen Frau Sophie Perrin. Er kaufte nun das Haus Verona-Blesson (Unter den Linden 17/18, heute: 43). Sie starb bei der Geburt ihrer Tochter Pauline.

Zwei Jahre nach dem Tod seiner ersten Frau heiratete er Katherine Schmedding († 1862), Tochter des Geheimen Oberregierungsrates Johann Heinrich Schmedding. Mit ihr hatte er 11 Kinder, von denen aber nur 4 überlebten: Elise, Clara, Olga und Rosalie. Die Älteste, Elise (* 1822), heiratete später den bekannten Maler Cesare Mussini, dessen Eltern im selben Haus lebten.

## Schriften
- Beitrag zur Geschichte des Festungskrieges in Frankreich 1815. Duncker und Humblot, Berlin 1818.
- Napoleon’s Feldzug in Rußland 1812, zwei Bände. Duncker und Humblot, Berlin 1824 (eine Übersetzung und Überarbeitung des Buches Histoire de l’expédition de Russie en 1812 von Georges de Chambray).
- Feldbefestigungskunst. Berlin 1825.
- Befestigungskunst für alle Waffen, drei Bände. Schlesinger, Berlin 1825, 1830 und 1835.
- Übersicht der Belagerungskunst. Berlin 1827.
- Lehre vom graphischen Defilement. Berlin 1828.
- Von den Luftbällen als Rekognoszirungs-Mittel im Kriege. In: Zeitschrift für Kunst, Wissenschaft, und Geschichte des Krieges, Jg. 12 (1828), S. 271–281 (Digitalisat).
- Geschichte der großen Befestigungskunst. 1830.
- Traité de la guerre contre les Turcs. 1830.
- als Herausgeber: Betrachtungen über mehrere Gegenstände der Kriegs-Philosophie, welche die Aufmerksamkeit unserer Zeitgenossen verdienen. Berlin 1835.
- Über Gewerks-Ordnungen und Gewerbe-Freiheit. Mittler, Berlin 1832.
- Rentenversicherungs-Anstalten in ihrer Bedeutung für die Mit- und Nachwelt. Mittler, Berlin 1840.
- Die Bewässerung und Reinigung der Straßen Berlins. Schröder, Berlin 1843.
- Die Bürgerwehr in Berlin in den Tagen vom 2. bis 15. Juni 1848. Mittler, Berlin 1848.
- Suum cuique oder Beleuchtung der Schrift „Der Kriegsminister“  in der letzten Krisis. Berlin 1851.
- anonym erschienen: Priester, Jurist und Soldat. Ein Blick in die Zukunft. F. Schneider und Comp. Berlin 1851.